# 夜のゴールデンショー
『夜のゴールデンショー』（よるのゴールデンショー）は、1969年10月1日から1970年3月31日までフジテレビ系列局で放送されていたフジテレビ製作のバラエティ番組である。放送時間は毎週月曜 - 木曜 19:00 - 19:30 （日本標準時）。

## 出演者

### 司会
- 西郷輝彦 - 月曜担当。
- 山内賢 - 月曜担当。
- うつみ宮土理 - 月曜担当。
- 芳村真理 - 火曜・水曜担当。
- 堺正章 - 火曜担当。
- 塚田茂 - 作・構成担当。初期のみ火曜の司会も兼任していた。
- 宍戸錠 - 水曜担当。
- 坂本九 - 木曜担当。
- 小林大輔 - 進行役を担当。
- ほか

### レギュラー
- 獅子てんや・瀬戸わんや - 月曜担当[1]。
- 東京ぼん太、ストレートコンビ - 火曜担当[1]。
- てんぷくトリオ - 水曜担当[1]。
- コント55号 - 木曜担当[1]。
- マリア・グロリア・カルパーニョ（1968年ミス・インターナショナル）

## スタッフ
- 構成：塚田茂、前川宏司、スタッフ東京
- 音楽：平間厳一
- 演出：吉田斉、林良三
- プロデューサー：大島正俊、尾崎茂雄、大石泰

## コーナー
- マリアのラッキープレゼント
- 演芸
- 時事コント
- かくし芸付きヒットコーナー
- ちびっこ紅白大合戦（火曜）

## その他
- 放送同日には直後の19:30 - 19:45に『3000万円クイズ』が始まったが、『3000万円クイズ』司会者は、月曜から木曜は当日の当番組の司会者が担当し、金曜日は水曜レギュラーのてんぷくトリオが担当した（土曜日は八代英太）[1]。